# Kecskecincér
A kecskecincér (Tragosoma depsarium) a rovarok (Insecta) osztályának bogarak (Coleoptera) rendjébe, ezen belül a mindenevő bogarak (Polyphaga) alrendjébe és a cincérfélék (Cerambycidae) családjába tartozó faj.

## Előfordulása
Előfordul Észak-Európában, Észak-Oroszországban, Szibériában és Észak-Amerikában, valamint a Pireneusok és az Alpok területén. Elterjedése alapján boreoalpesi fajnak tartják. Magyarország faunaterületén rendkívül ritka, és eddig csak Szlovákiából (Morva vidéke), a Tátrából és a Velebit-hegységből (Delnice, Jasenak. Stirovaca, Trnovae, Ostarija, Konjsko) ismert. Előfordulására Magyarországon a nyugati határszél fenyveseiben van esély, de az 1980-as években egy alkalommal a Zempléni-hegységből is előkerült. Csak öreg, száraz, kivágott vagy kidőlt törzsekben, rönkökben, olykor a fák gyökérzetében található.

## Megjelenése
A kecskecincér 16-33 milliméter hosszúságú. Barnásvörös színű, a fej, az előtor háta és a mell felálló sárga szőrözettel fedett. Szemei igen nagyok, ez különösen a hímek esetében szembetűnő. A két nem jól megkülönböztethető: a nőstény csápjának hosszúsága alig éri el a testhossz felét, míg a hím csápja az állat egész testénél messzebbre nyúlik. A nőstény előtora kisebb és szemcsézettebb, a hímé nagyobb és felülete egyenletesebb. Szárnyfedői szélesebbek, mint az előtor, elmosódottan, bőrszerűen pontozottak, felületükön 3-5 gyenge bordával.

## Életmódja
Az kecskecincér 1000 méter feletti erdeifenyvesekben vagy lucfenyvesekben él gyakran az ácscincér társaságában, ahol idős fák is vannak, alkalmas helyen alacsonyabban is.

## Szaporodása
A bogár július közepétől augusztusig repül. Éjszakai állat, a nappalt rejtekhelyen tölti, s csak alkonyatkor bújik elő. Fényre is repül, főleg a hímek.